# Musée de Tessé
Le musée de Tessé est le musée des beaux-arts de la ville du Mans en France. Il propose de nombreuses visites guidées sur divers thèmes et se situe en marge du cadre naturel des quinconces des Jacobins et du parc de Tessé.
Le bâtiment est un ancien palais épiscopal bâti sur le site de l'ancien hôtel particulier du maréchal de Tessé. Outre une collection égyptienne importante, il contient une reconstitution des demeures d'éternité de Néfertari, épouse de Ramsès II, et de Sennefer, maire de Thèbes, en son sous-sol aménagé spécialement.
Jusqu'en 2009, le musée a présenté les collections archéologiques de la ville, avant que celles-ci ne prennent place dans le musée d'archéologie et d'histoire du Mans.

## Histoire

### Création
L'idée de créer un musée dans la ville apparaît dès la fin du règne de Louis XVI, juste avant la Révolution. Le Mans a été l'une des premières villes de France à obtenir un musée. Il ouvre et est visitable gratuitement dès le 21 juin 1799. Il est installé dans les galeries de l'abbaye de la Couture, accueillant aujourd'hui la préfecture de la Sarthe. 
Dès 1792, des saisies révolutionnaires de biens du clergé, notamment, sont effectuées selon le décret de 1789. Les collections privées sont confisquées à différents points de la ville, comme de la région du Maine. La majeure partie de la collection est celle du maréchal de Tessé dont le descendant, René Mans de Froulay de Tessé, a émigré en Suisse en 1790. Près de 400 œuvres ont alors été saisies. L'abbaye Saint-Vincent ou l'église de la Couture au sein même du Mans sont pillées. L'action est rondement menée par François-Yves Besnard, président du directoire de la Sarthe et ancien curé constitutionnel. On récupère également nombre de richesses des édifices religieux de la ville comme l'argenterie de Saint-Pierre-la-Cour ou les tableaux de l'abbaye Saint-Vincent. Mais certains objets disparaissent pourtant à jamais. 
Le 21 juin 1799, l'ouverture gratuite du muséum est effectuée. Il est joint à une bibliothèque à l'abbaye de la Couture. On y retrouve des œuvres de différentes régions de l'Ouest : assez nombreuses sont celle d'Angers et de tout l'Anjou, en majorité celles du Maine, et quelques-unes de l'est de la Bretagne. Le 28 novembre 1799, ce sont 16 tableaux que la ville du Mans reçoit en dépôt. Le musée du Mans est officiellement fondé le 1er septembre 1801. Le premier préfet du Mans, Louis-Marie Auvray décide de faire appel au naturaliste Louis Maulny pour classer les œuvres. Ce dernier est contraint de travailler avec le nouveau curé constitutionnel de la paroisse du Pré, André-Pierre Le Dru, qui avait été nommé conservateur du dépôt le 5 février 1793. Louis Maulny est considéré comme une grande figure de la culture picturale du Mans, étant donné qu'il a identifié l'émail Plantagenêt, plaque en émail de la tombe de Geoffroy Plantagenêt. Il a étonnamment réussi à conserver cette œuvre qui aurait pu brûler ou être fondue dans un creuset bouillant allumé par des révolutionnaires. Il a réalisé un premier catalogue de deux cents peintures. Lorsque, le 28 janvier 1803, les bibliothèques sont supprimées, les travaux des précédents conservateurs sont confiés à Pierre Renouard, ancien prêtre. Personnage étonnant, il n'hésite pas à éprouver la solidité des saints de Solesmes en les faisant passer à la scie et à la tanière. En 1816, la dénomination du musée est changée en Muséum et Cabinet d'Histoire Naturelle. C'est alors que Renouard est relevé de ses fonctions, notamment car il abîme et détruit beaucoup d'œuvres. 
Dandin, ingénieur, est nommé en 1816 au cabinet d'histoire naturelle, de même qu'au musée des beaux-arts. En 1822, le musée est municipalisé par la ville du Mans. Mourant en 1832 à 84 ans, il laisse derrière lui un désordre relativement important. Cependant, il fut apprécié et reconnu de son temps, comme le prouve son statut de président de société des arts et inspecteur des antiquités du Mans.
Le 17 janvier 1834, son remplaçant, Narcisse Desportes, entre en poste. Il meurt en 1856 sans avoir vraiment apporté de grandes nouveautés au musée, se contentant de l'administratif. Il ne semble jamais s'être soucié de faire acheminer de nouvelles œuvres, ni même de s'occuper des besoins matériels. C'est son neveu, Charles Dugasseau, qui reprend sa suite.  Peintre également, il se désintéresse des œuvres scientifiques. Il réussit à obtenir un ensemble de primitifs italiens avec pour base la collection d'Evariste Fouret qu'il n'aura qu'avec difficulté. Après lui, ce seront de nombreux peintres qui seront au service ou aux commandes du musée. Louis Basse, maire du Mans durant 9 années, s'entourera d'Anjubault, bibliothécaire, de l'archéologue théologien Tournesac ou encore du médecin chef psychiatre Etoc-Demazy. De 1885 à 1888 se succèdent Delaunay puis Veron-Faré. Dès le 22 octobre 1890, un peintre du nom d'Henri Vallée prend l'administration en main. Il la dirige pendant trente ans. Au fil des années, les collections s'enrichissent, mais l'absence d'un naturaliste pour la collection des histoires naturelles est grandement ressentie. Lorsqu'une nouvelle collection arrive, elle est envoyée à l'hôtel Coindron. L'entrepôt dure et la collection finira comme pitance pour les insectes avant d'être brûlée. Le ministre des Beaux-Arts lui-même nomme Louis Monziès, professeur de dessin au collège Sainte-Croix, au poste de conservateur. Le dernier peintre conservateur est Arsène Le Feuvre. Il entre en poste en 1932 et y reste jusqu'en 1936. Il restera connu pour la fameuse publicité des savons Cadum, datant tout de même de 1912. En même temps que son acceptation de la charge de conservateur, il laisse le bureau de maire du Mans vide. Il sera remplacé par Félix Geneslay.
En 1822, Édouard de Montulé fait donation au musée d'objets égyptiens qu'il avait rapporté d'un voyage au bord du Nil. Cette collection égyptienne est augmentée par l'achat en 1913 des œuvres de la collection de François Liger.
Le musée archéologique du Mans est fondé en 1846 avec l'appui d'Arcisse de Caumont, fondateur de la Société française pour la conservation des monuments.
Les maisons dites de la Reine Bérangère sont rachetées par la ville à des particuliers. On y prévoit un musée de « la culture du Maine ». Ces hôtels particuliers datant du XVe siècle seront plus tard transformés en musée. 
En 1927, le musée des beaux-arts est transféré dans l'ancien évêché concordataire construit en 1848 à l'emplacement de l'ancien hôtel de la famille de Tessé, puis détruit à la suite d'un incendie. Sa reconstruction dure six ans, de 1872 à 1876. Il est ensuite désaffecté par la loi de 1906.
Le musée archéologique du Mans est supprimé en 1940 et la plupart de ses œuvres sont alors entreposées au musée de Tessé, dans la réserve, ou bien au musée d'Allonnes en exposition. Les œuvres locales du Moyen Âge se retrouvent exposées au musée Jean-Claude-Boulard-Carré Plantagenêt ouvert en 2009.
En 1949, le musée de Tessé est ouvert au public. Les travaux d'aménagement dureront jusqu'en 1963. Par la suite, d'autres aménagements seront effectués, notamment à la fin des années 1980. La collection égyptienne est augmentée par l'achat de nouvelles œuvres, portant leur nombre à 250.
En 2001, une galerie égyptienne de 600 m2 est créée au sous-sol du musée avec la reconstitution de deux tombes thébaines grâce à des photographies données par la fondation Kodak-Pathé, celle de la reine Néfertari, grande épouse royale du pharaon Ramsès II, et celle de Sennefer, gouverneur de Thèbes sous Aménophis II. Cette galerie a été réaménagée 15 ans plus tard avec l'aide d'égyptologues et un prêt d'œuvres par le département des antiquités égyptiennes du musée du Louvre.

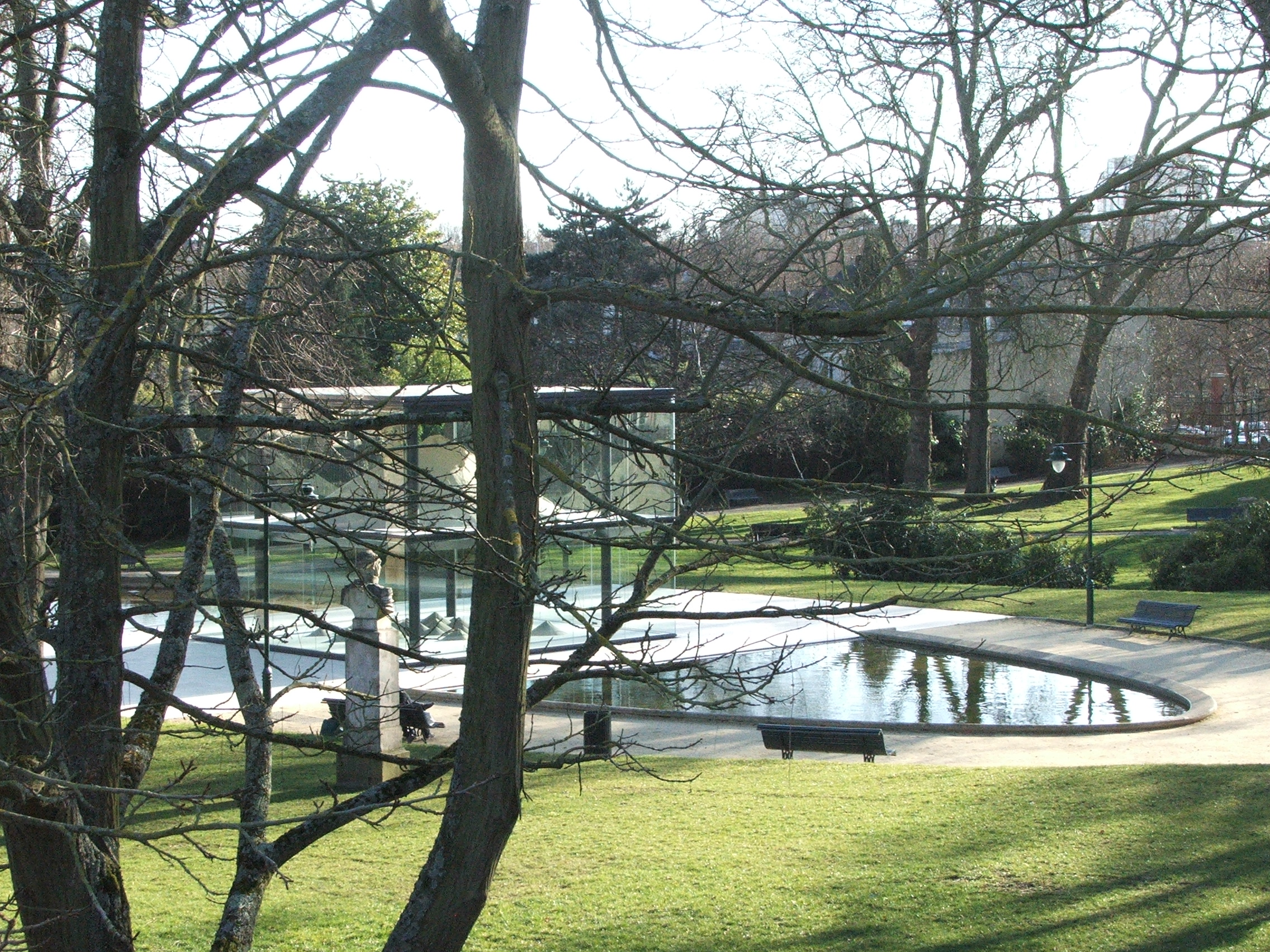
Vue sur le parc de Tessé.
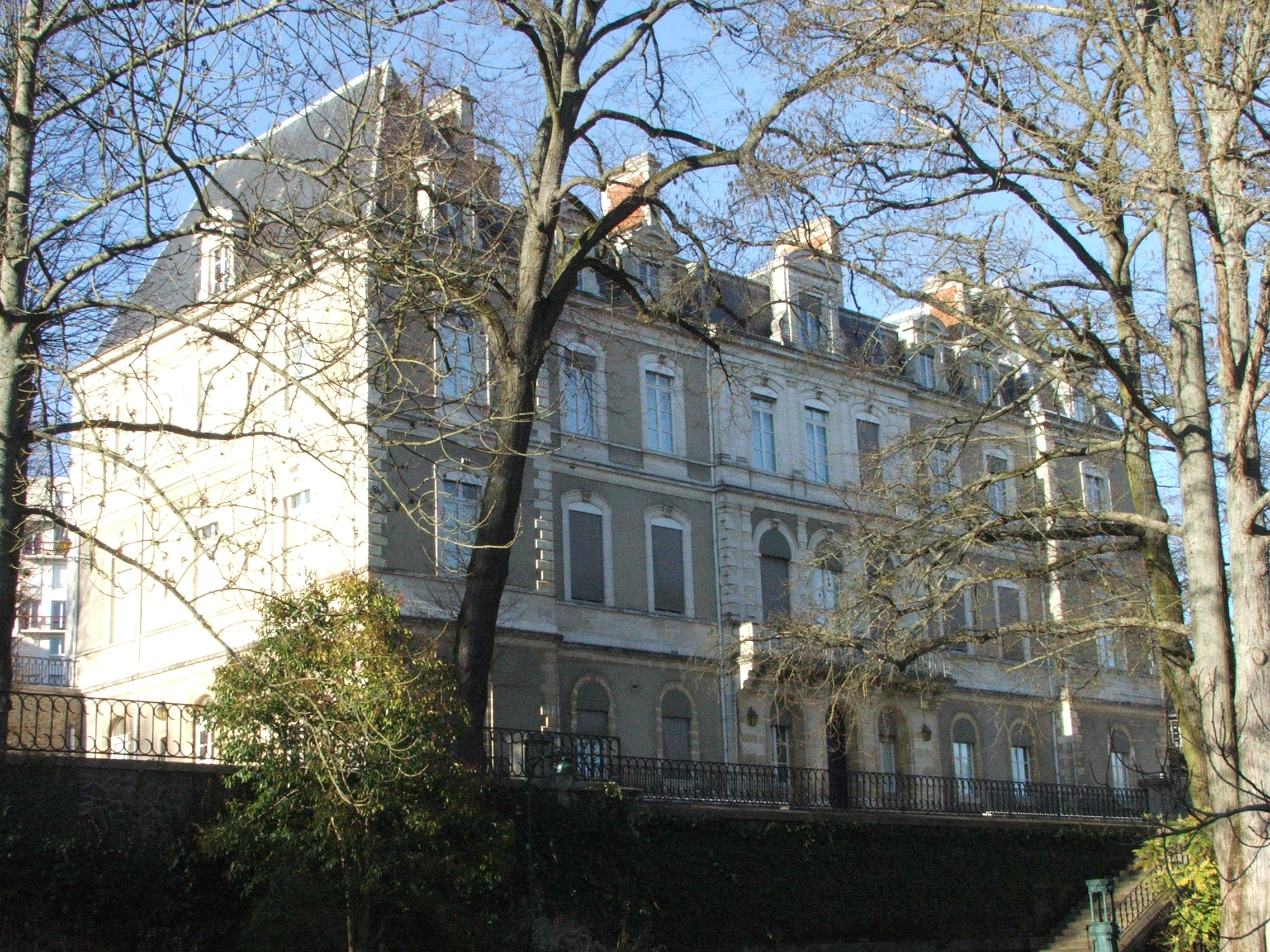
Le musée depuis le parc.

### Galerie de Tessé

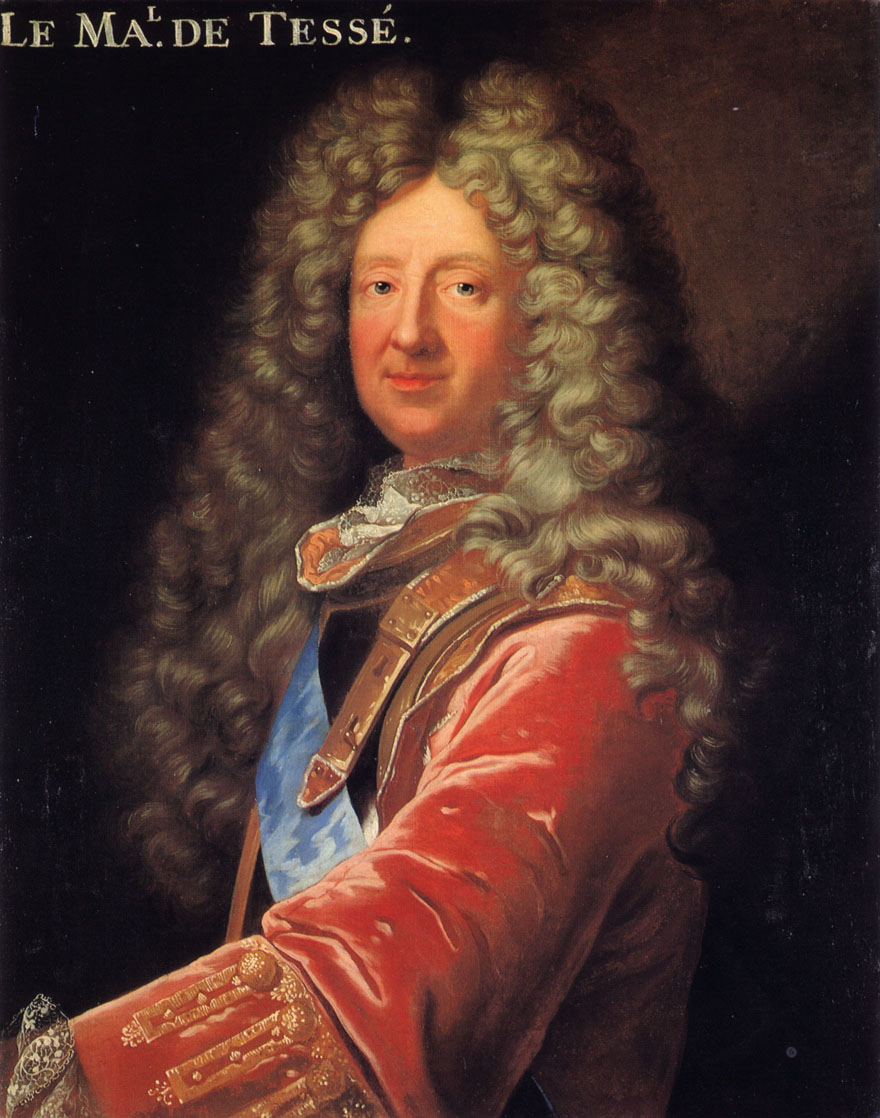
D'après Hyacinthe Rigaud, Le Maréchal de Tessé (1700), musée de Tessé.

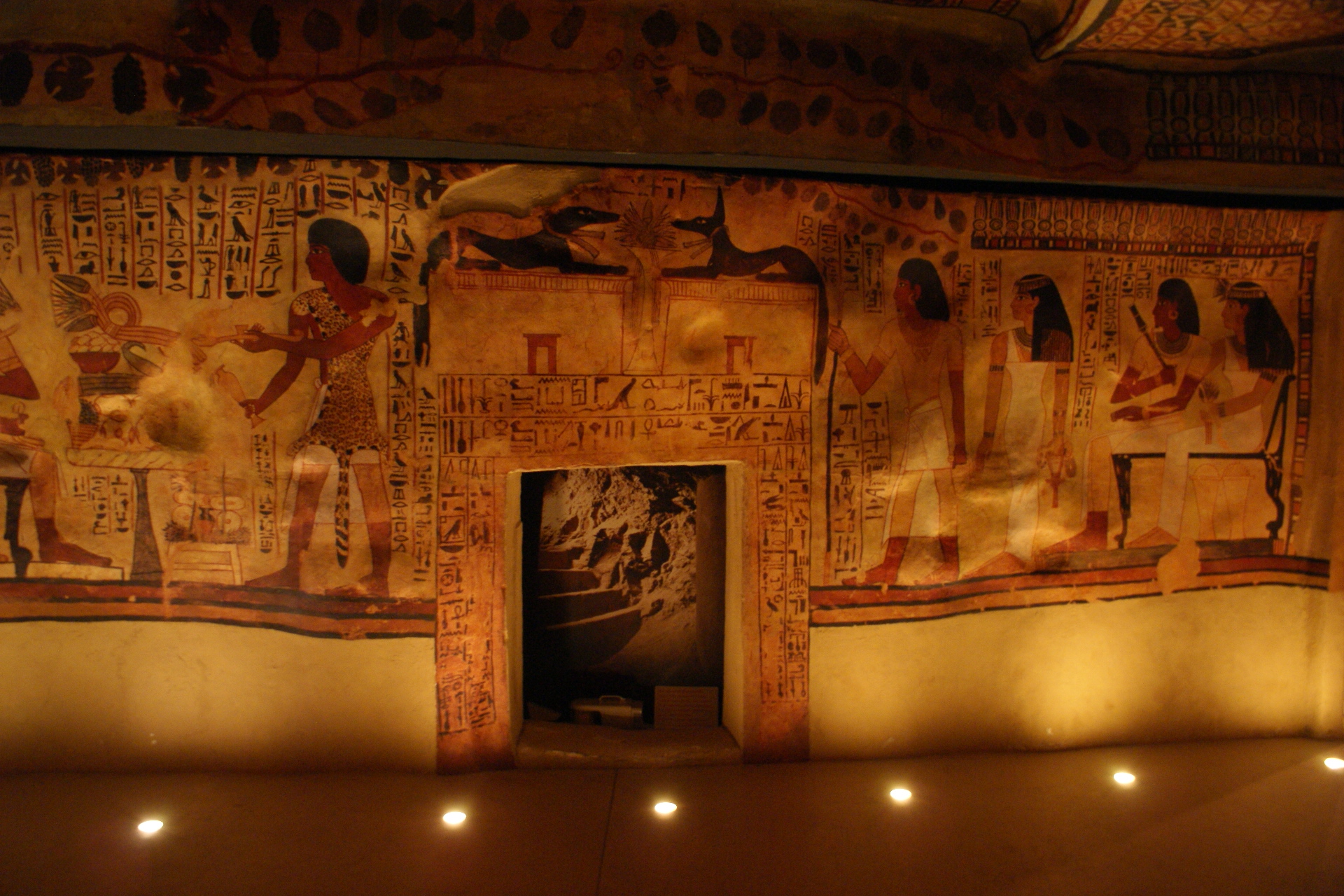
Une des salles égyptiennes du musée reproduisant les tombes de Sennefer et Néfertari.

Tessé donne son nom au musée, non seulement parce que ce fut une des familles les plus puissantes du comté durant l'Ancien Régime, mais également parce que les hôtels de Tessé (le grand et le petit) furent rasés en 1842, la même année où fut construit l'évêché (architecte Delarue) qui sert de lieu d'accueil à l'actuel musée, sans oublier que la collection personnelle du maréchal de Tessé est la base même des premières collections picturales de la ville. La plus grande partie de celles-ci furent constituées grâce à René III de Froulay de Tessé, maréchal de France. Ils firent l'objet de deux inventaires, l'un en 1746, l'autre en 1794. La collection est d'abord séparée en trois ensembles. Une partie se trouve au château de Vernie, au nord-ouest de la ville, une autre au manoir de La Milesse, et la dernière à l'actuel musée, le manoir de Tessé. Une partie de la collection Tessé fut léguée au Metropolitan Museum of Art de New York.
Les Tessé entretinrent toujours des liens étroits avec les milieux intellectuels manceaux et parisiens, notamment avec Mme de Rambouillet, Vincent Voiture, Paul Scarron ou Madame de Sévigné. Mozart a composé une sonate pour la comtesse de Tessé. On leur doit également une passion pour l'horticulture : ils aménagèrent l'un des plus beaux jardin de France avec l'hôtel de Lavardin au Mans. Leur goût pour la peinture était tel que pas moins de quatre cents toiles étaient en leur possession au moment des saisies, et dont une grande majorité était entreposée à Vernie.

## Collections

### Antiquités égyptiennes
Le musée conserve 125 pièces datant du IVe millénaire avant notre ère. À l'origine, la collection égyptienne des musées du Mans a été constituée en 1819 par le voyageur manceau Édouard de Montulé. Il donne en 1822 ses trouvailles aux muséums du Mans. Ce fonds particulièrement ancien est enrichi dès 1913 grâce au don Liger. En 1983, plusieurs autres achats sont effectués à un dépôt du département des Antiquités égyptiennes du musée du Louvre à Paris. La collection couvre tous les aspects de la civilisation égyptienne, notamment la vie quotidienne ou encore intellectuelle et funéraire de l'Égypte ancienne. Les objets à caractère funéraire sont les plus nombreux.
Parmi les pièces les plus exposées, on trouve surtout deux sarcophages originaux. Le premier est celui d'une chanteuse d'Amon en bois stuqué peint. Ce sarcophage de la XXe dynastie est une preuve unique ramenée par don Édouard de Montulé. Autrefois, la momie fut nommée Ta Merer Mâât.
Le musée conserve une deuxième pièce majeure : le sarcophage momiforme du prêtre Nakhmontou en bois stuqué, peint et doré. Fabriqué aux alentours de la XVIIe dynastie, il est plus ancien que celui de Ta Merer Mâât. La date de momification a pu être assimilée à 1550 avant notre ère environ. Il s'agit de l'une des pièces acquises grâce au musée du Louvre en 1983. On remarque sur la poitrine du mort un dessin représentant la déesse Mout, agenouillée et déployant ses bras en forme d'ailes. On peut trouver une assez longue inscription, marquée en vertical indiquant l'identité de Nakhmoutou, scribe royal et prêtre ouab du temple de Montou, déesse égyptienne du ciel.
Les collections possèdent un vase canope à tête humaine, réalisé en terre cuite et datant de la XVIIIe dynastie, soit aux alentours de 1450 avant notre ère. Le musée conserve quatre vases de la sorte qui contenaient les viscères des morts. Ils furent retrouvés dans les tombes de personnes où ils furent déposés au moment de l'enterrement. Devant, au centre du vase, on trouve une invocation à la déesse Isis, afin qu'elle protège le défunt dans l'autre monde.

### Peintures

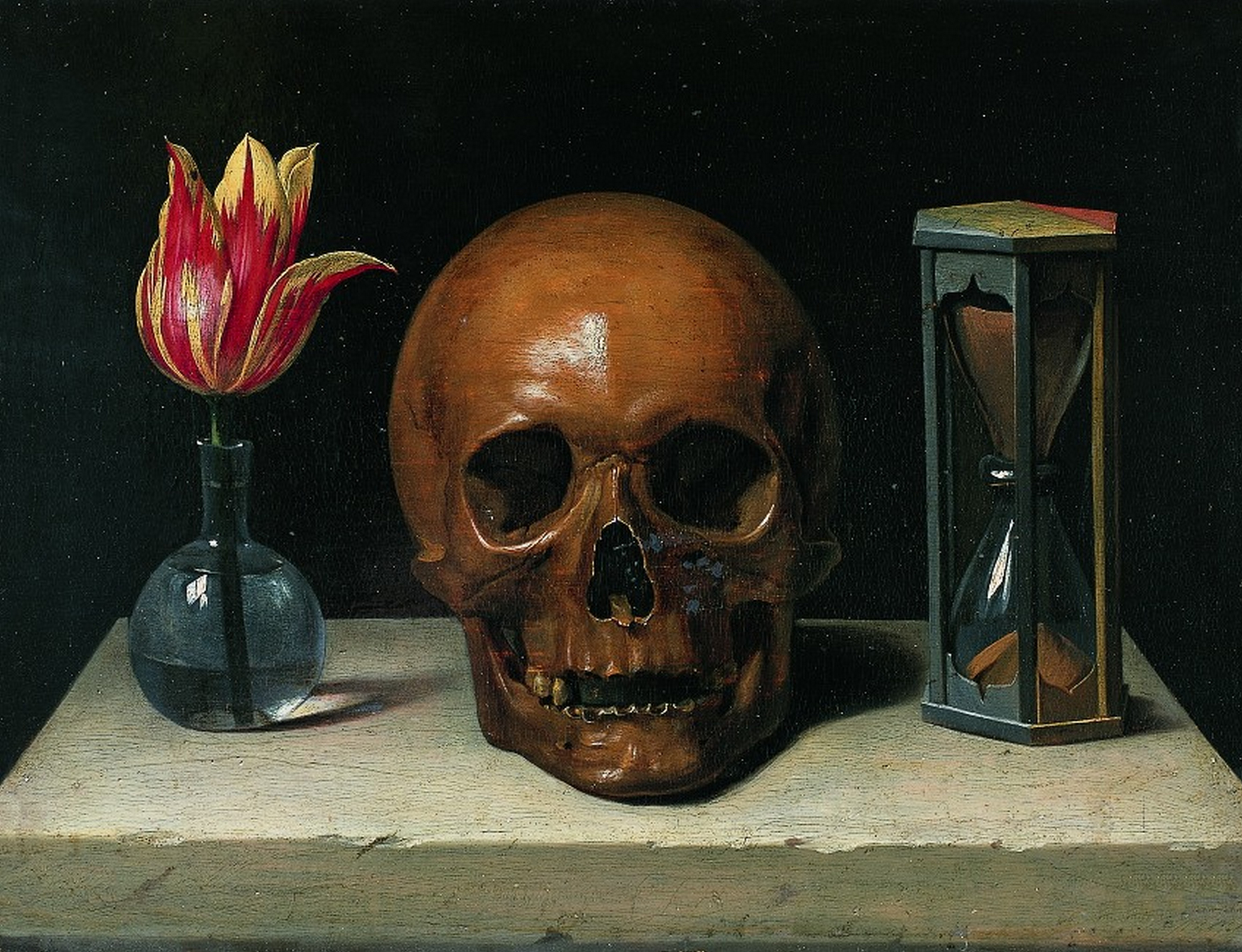
Philippe de Champaigne, Vanité (1644).

La collection de peintures du musée comprend des œuvres datant du XIVe au XXe siècle et représentant les évolutions de la peinture européenne dans ses grandes tendances et innovations au cours du temps. On y trouve notamment une belle collection de primitifs italiens et quelques tableaux de la Renaissance, avec des tableaux de Pietro Lorenzetti (Sainte Agathe), Francesco di Stefano Pesellino, Jacopo del Sellaio, Bartolomeo Bulgarini, Antoniazzo Romano. L'ensemble de la collection Italienne, du XIVe au XVIIIe siècle sont présentés dans un catalogue des collections de 2016 par Corentin Dury.
Les diverses écoles du XVIIe siècle sont bien représentées, avec des œuvres de Bartolomeo Manfredi (Le Couronnement d’épines, vers 1615), Mattia Preti, Jacopo Vignali, une Allégorie de la Peinture de l'entourage proche d'Artemisia Gentileschi, Jacob Adriaensz Backer, Albert Cuyp, Theodore Rombouts (Le Repas), Willem Kalf (Grande nature morte aux Armures et Nature morte au nautile), David Teniers le Jeune (Un Alchimiste dans son atelier), Juan de Valdes Leal, Simon Vouet (Sainte Véronique présentant le voile, 1628-1629), Jacques Stella, Philippe de Champaigne (Vanité, Le Sommeil d’Élie et L'Adoration des Mages), Nicolas Tournier (Réunion de Buveurs), la meilleure copie d'un original perdu de Georges de La Tour (L’Extase de saint François, vers 1640-1645), Charles Le Brun (Dieu dans sa Gloire, vers 1675), Laurent de La Hyre, Eustache Le Sueur (Poliphile assiste au triomphe de Bacchus), Jean Jouvenet, Bon Boullogne. La peinture française du XVIIe siècle est intégralement présentée par Elisabeth Walter-Foucart dans un catalogue publié par la RMN en 1982.
Le XVIIIe siècle est surtout représenté par des œuvres françaises avec Jean-Baptiste Santerre, Pierre Parrocel, Nicolas de Largillierre, François de Troy, François Boucher (La Mort de Socrate), Jean-Baptiste Oudry, Carle Van Loo, Gabriel-François Doyen, Anne Vallayer-Coster, Jean-Baptiste Huet et Lazare Bruandet (Paysage).
Pour la peinture du XIXe siècle, outre le célèbre Portrait d'un homme et de ses enfants attribué à l'entourage de Jacques Louis David, on retrouve des tableaux signés John Constable (Malvern Hall), Jean-Auguste-Dominique Ingres, Théodore Géricault (Portrait présumé d’Olivier Bro, vers 1818), Jean-Baptiste Isabey, Anne-Louis Girodet, François Marius Granet, Camille Corot, Théodore Chassériau, Georges Moreau de Tours (Blanche de Castille ou  L'Amour des pauvres) et Francis Tattegrain.
Le XXe siècle est moins bien représenté, mais le musée présente tout de même de nombreuses œuvres de Roger de La Fresnaye, peintre originaire du Mans.

## Galerie

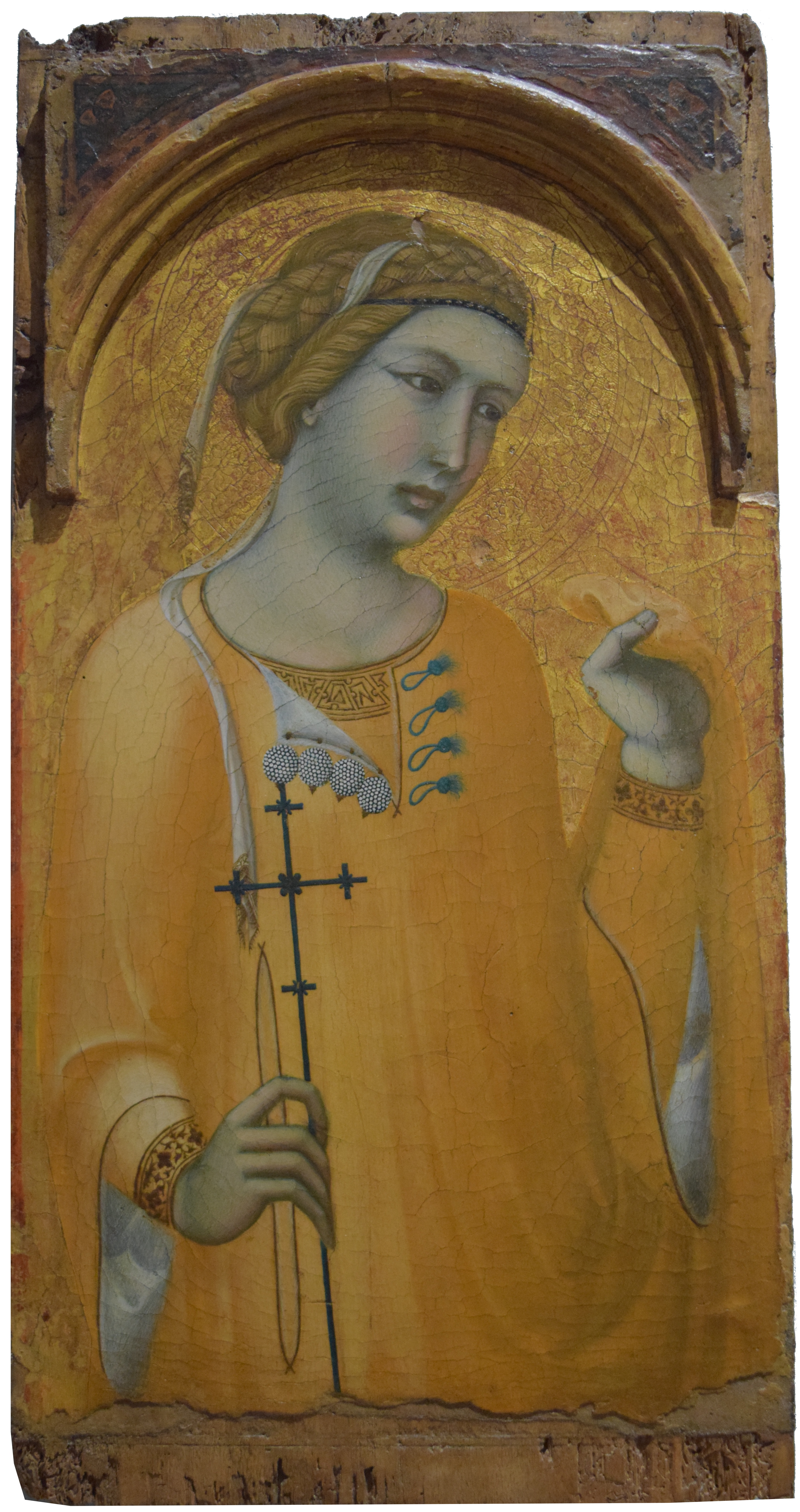
Attribué à Pietro Lorenzetti, Sainte Agathe, vers 1315.
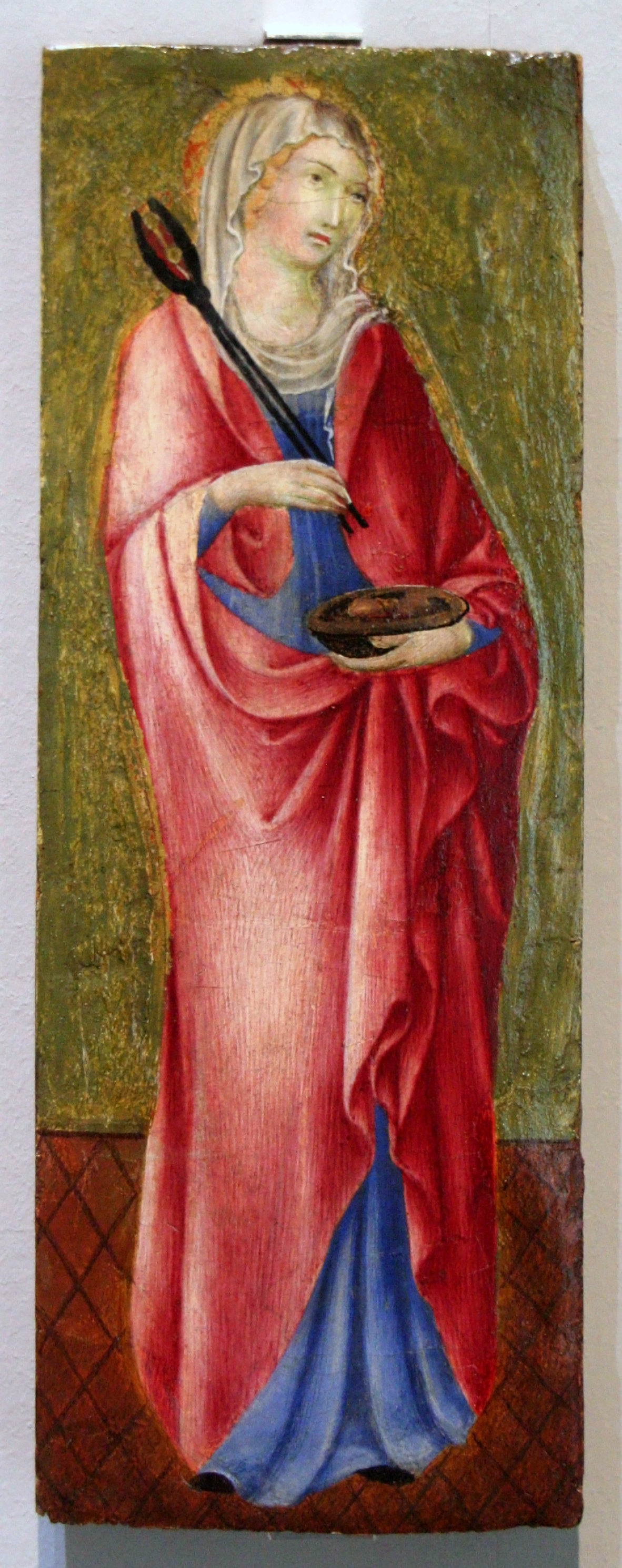
Sano di Pietro, Sainte Agathe, vers 1445-1450.
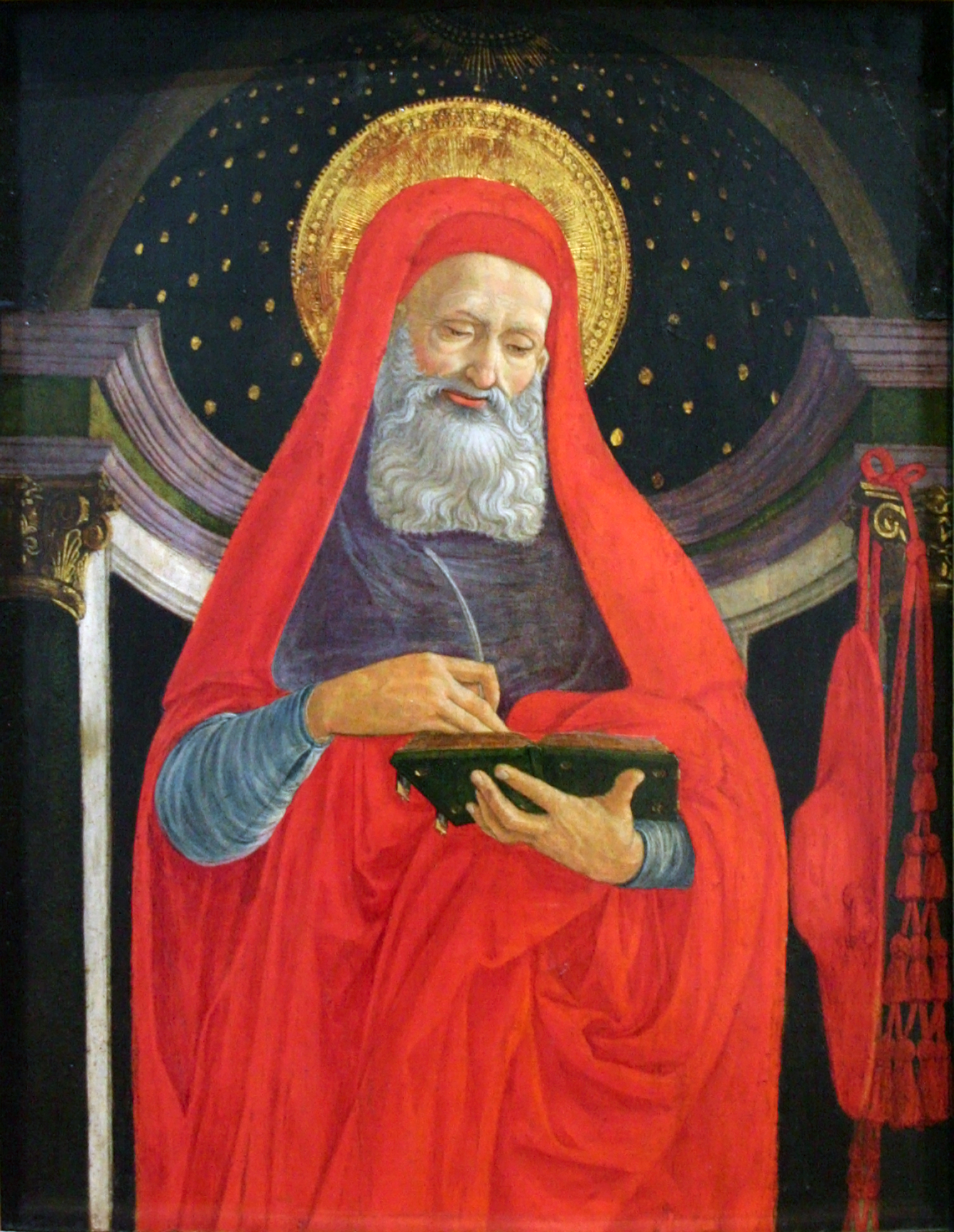
Attribué à Baldassare di Biagio, Saint Jérôme, XVe siècle.
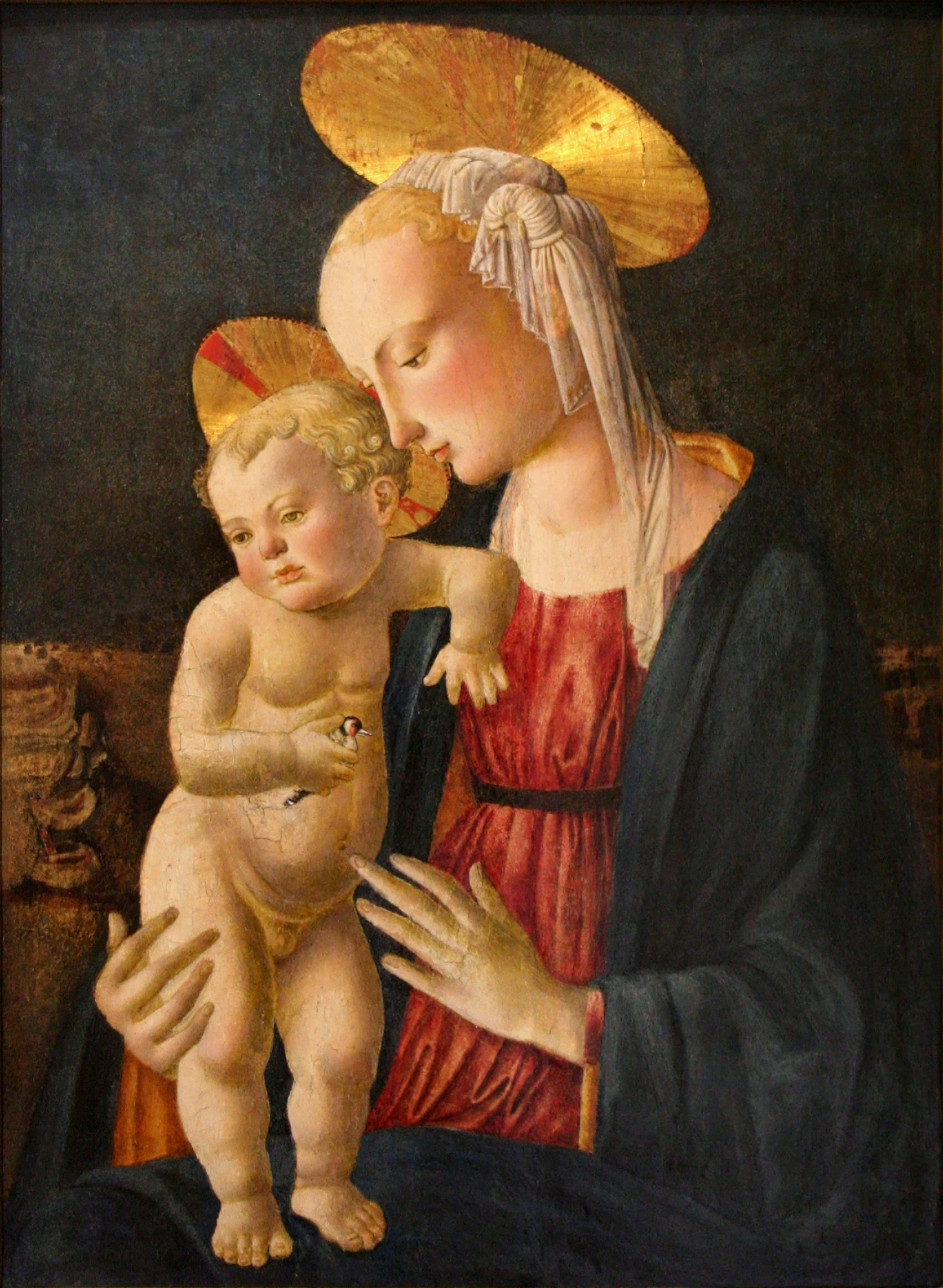
Maître de San Miniato[2], Vierge à l'Enfant au chardonneret (2e moitié du XVe siècle).
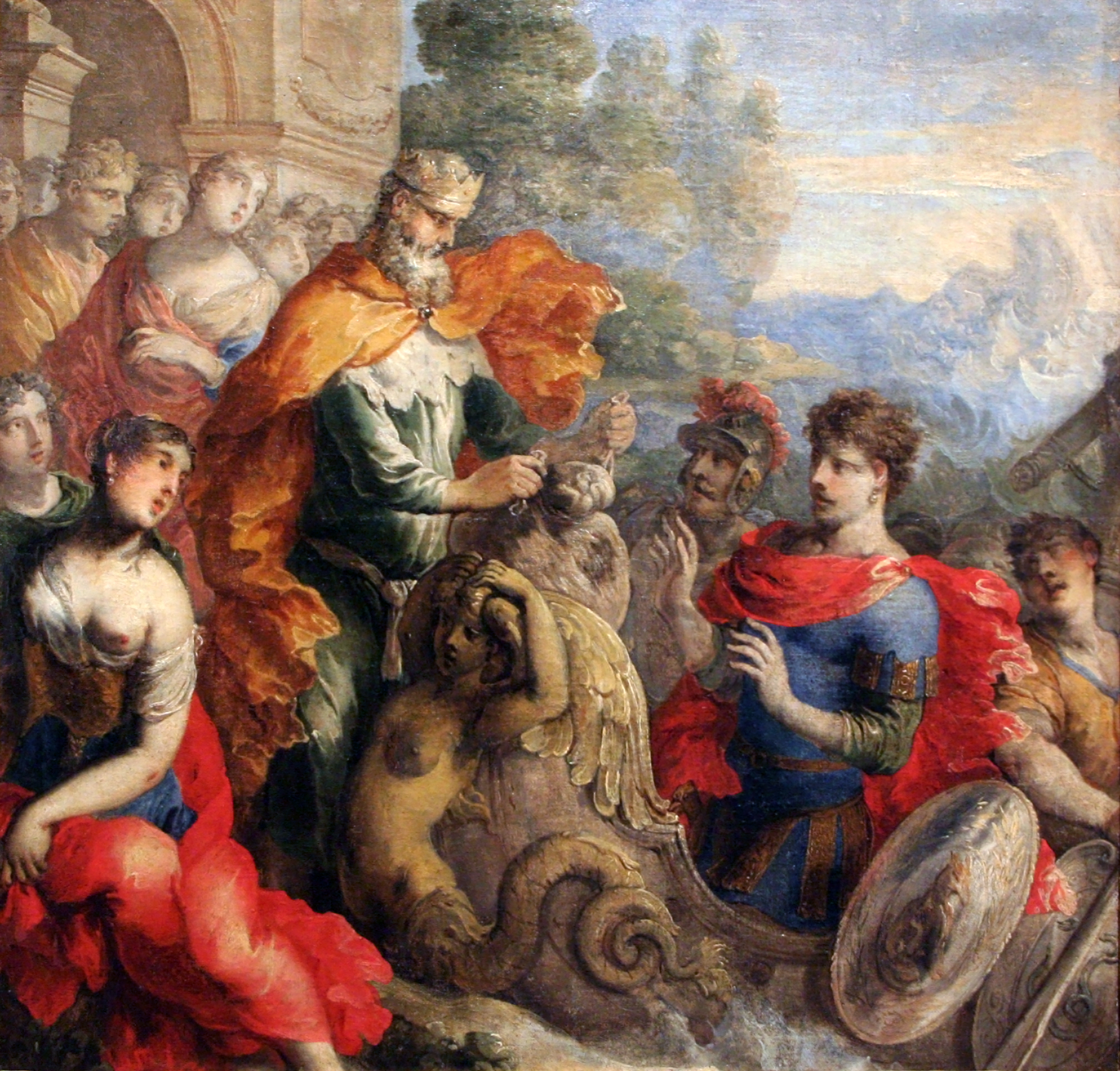
Isaac Moillon, Éole donnant les vents à Ulysse XVIIe siècle.
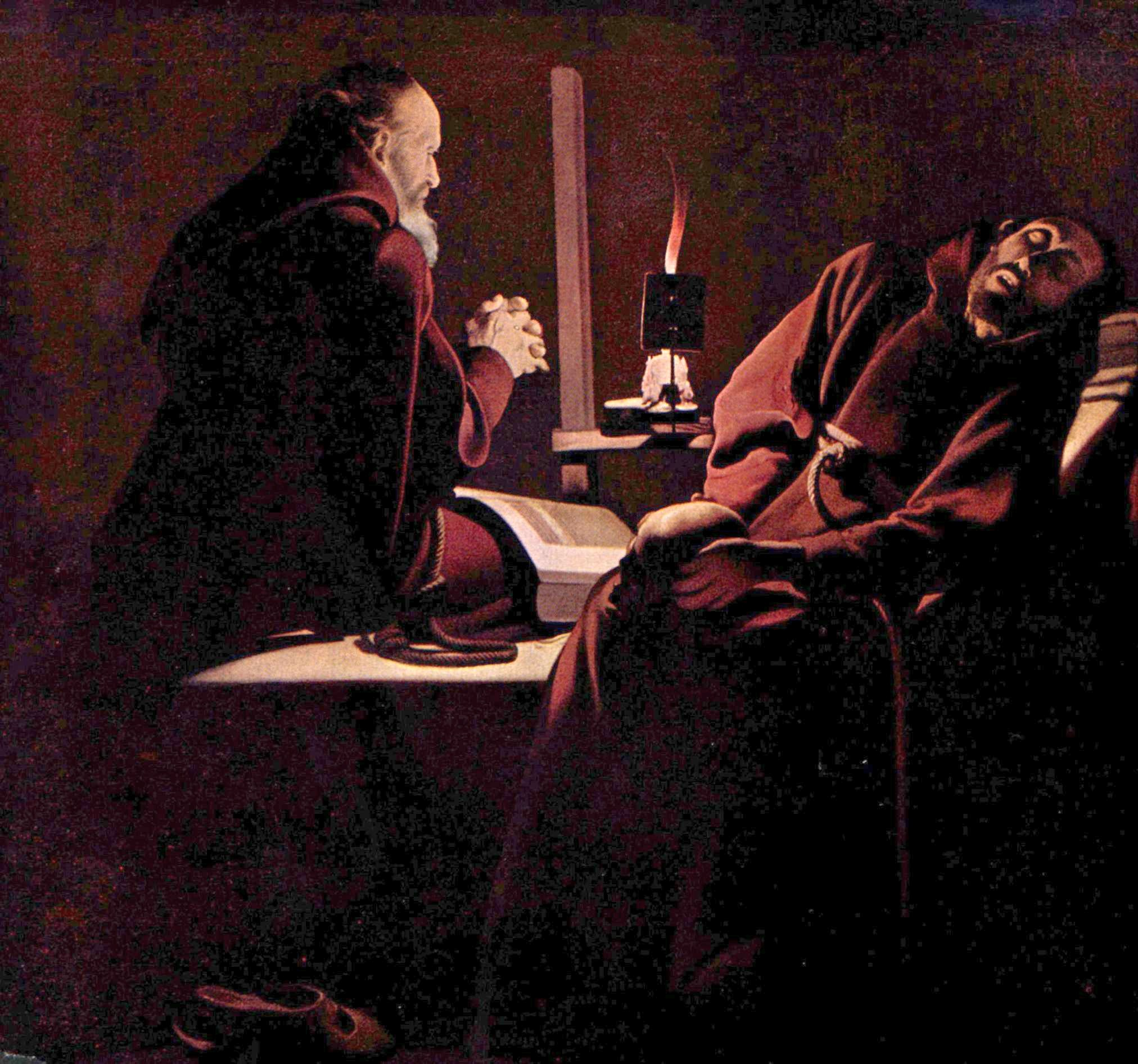
D'après Georges de La Tour, L’Extase de saint François (vers 1640-1645).
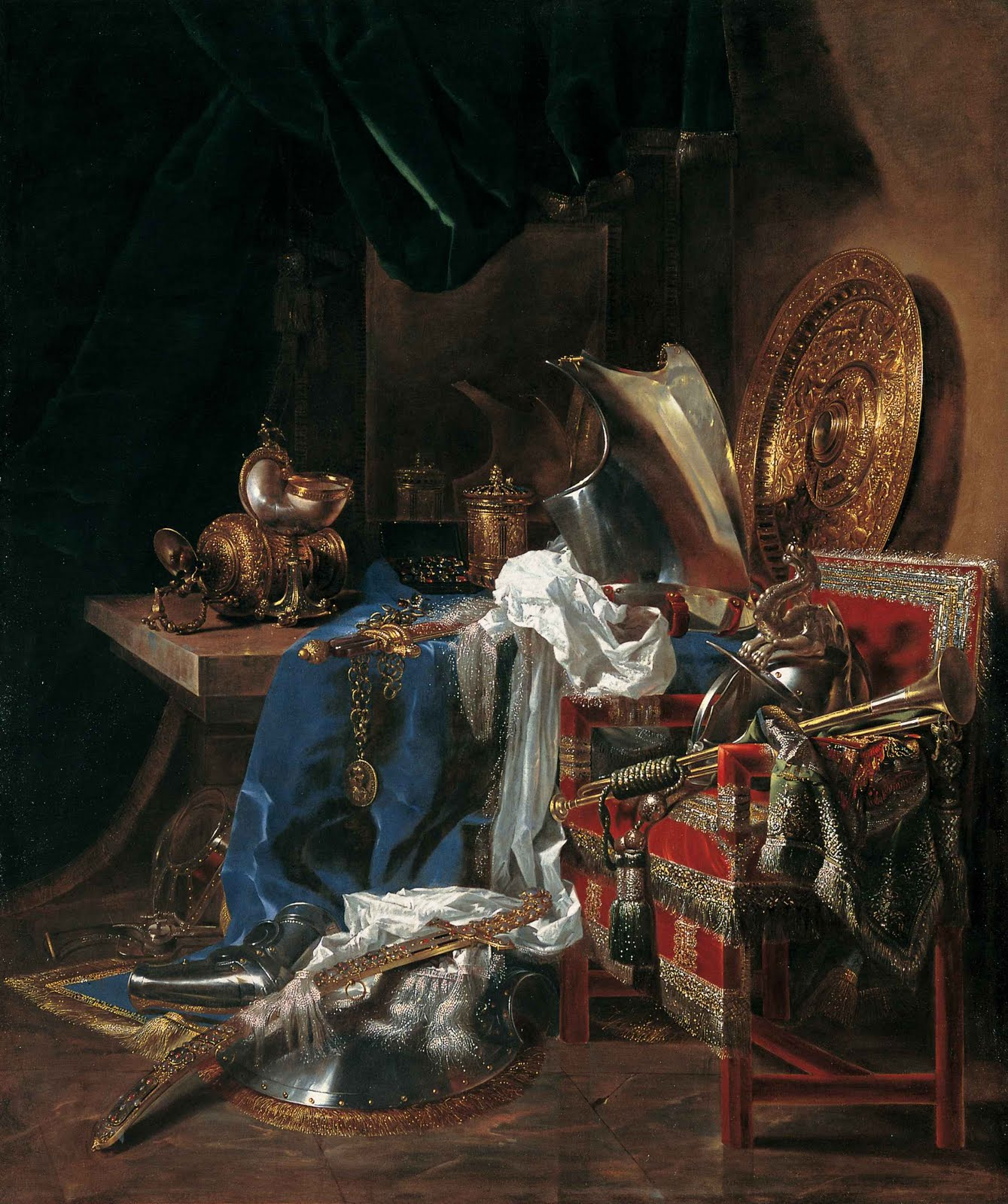
Willem Kalf, Grande nature morte aux Armures (vers 1643 ou 1645).
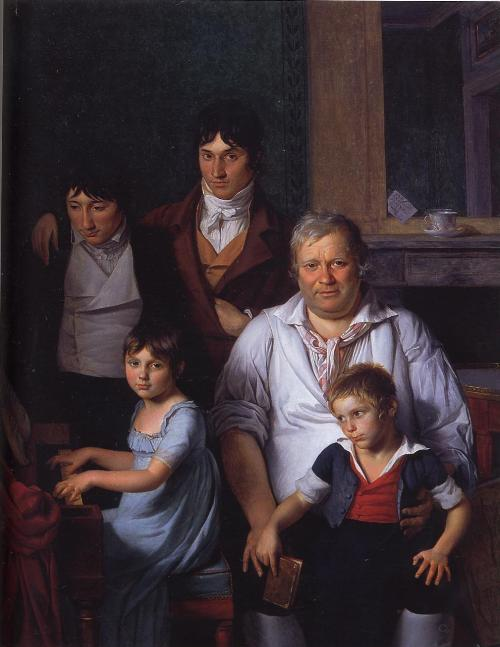
Entourage de Jacques Louis David, Portrait d'un homme et de ses enfants (début du XIXe siècle).
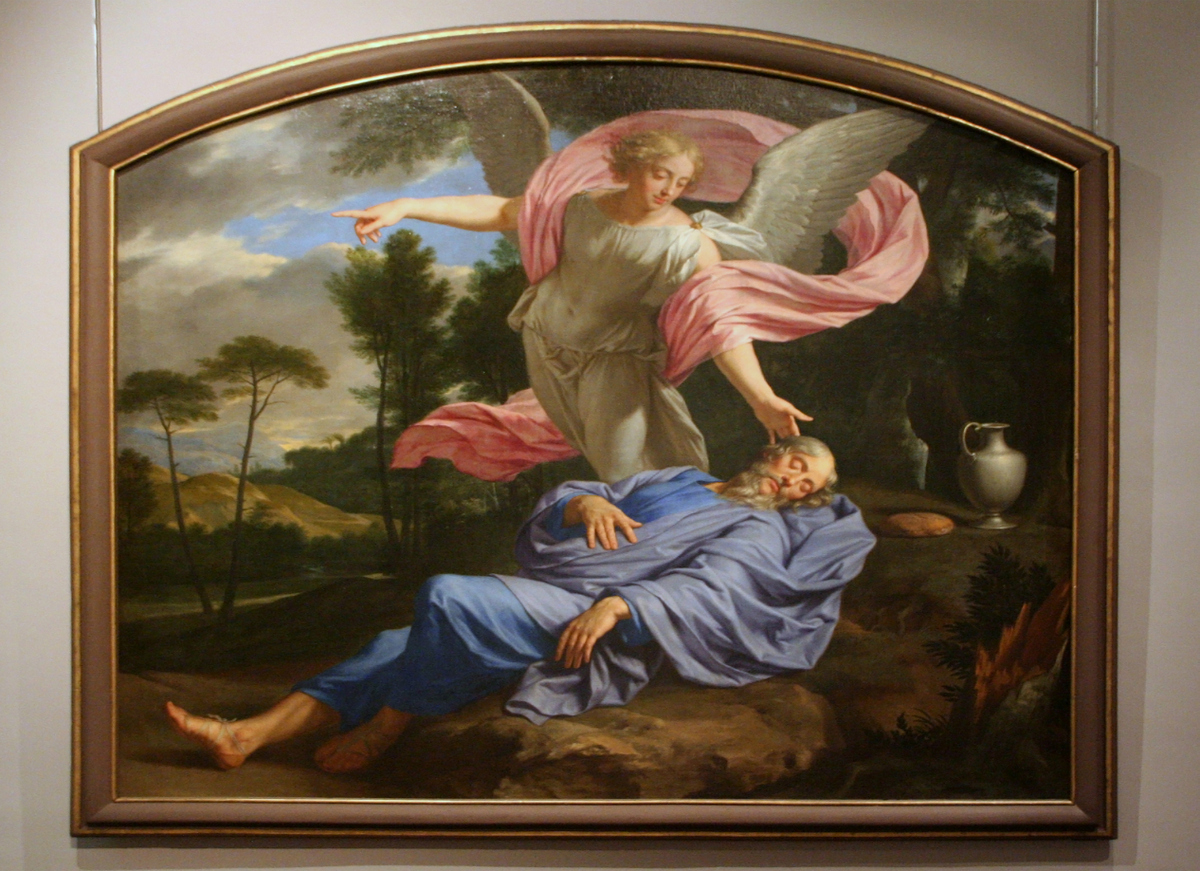
Philippe de Champaigne, (v. 1660), Le Sommeil d'Élie.

#### Histoire du musée
- Françoise Chaserant (sous la dir. de), Les Musées du Mans ont 200 ans (cat. exp. Le Mans, musée de Tessé. 1999), Le Mans, 1999.

#### Catalogues des collections
- Arsène Le Feuvre et Arsène Alexandre, Musée de Tessé : catalogue du musée des Arts. Peinture, sculpture, dessins, gravures, objets d'art, Le Mans. 1932.
- Elisabeth Walter-Foucart, Le Mans, musée de Tessé : peinture française du XVIIe siècle, Paris, 1982.
- Corentin Dury, Peintures italiennes et hispaniques : collections du musée de Tessé, XIVe – XVIIIe siècles, Gand, 2016 (ISBN 978-94-6161-340-0 et 94-6161-340-7, OCLC 965462669, lire en ligne)

#### Catalogues d'exposition
- Autour de Simon Vouet, sous la dir. de Françoise Chaserant, Ivonne Papin-Drastik, Barbara Brejon de Lavergnée et Marie Cabane (cat. exp. Coutances, musée Quesnel-Morinière. Le Mans, musée de Tessé), Coutances, 1996.
- Eloge de la clarté : un courant artistique au temps de Mazarin, 1640-1660, sous la dir. d'Alain Mérot (cat. exp; Dijon, musée Magnin. Le Mans, musée de Tessé. 1998-1999), Paris, 1998.
- Un chef-d’œuvre redécouvert : Le Couronnement d'épines  de Bartolomeo Manfredi. Restauration, sous la dir. de Corentin Dury (cat. exp. Le Mans, musée de Tessé. 2014), Le Mans, 2014.